# Perché/Cara bambina
Perché/Cara bambina è un singolo discografico di Adamo pubblicato nel 1963. Il secondo brano era già stato pubblicato nel singolo Cara bambina/Rosina del 1961.

## Tracce
1. Perché – 2:15 (Salvatore Adamo, Donfut e Gomez)
2. Cara bambina – 2:24 (Salvatore Adamo e Bracca)